# Sieriedniaja (Kraj Zabajkalski)
Sieriedniaja (ros. Середняя) – wieś w Rosji, w Kraju Zabajkalskim, w rejonie nierczinsko-zawodzkim. W 2010 liczyła 147 mieszkańców.